# Ruta 14 (Costa Rica)
La Ruta 14, oficialmente Ruta Nacional Primaria 14, es una ruta nacional de Costa Rica ubicada en la provincia de Puntarenas.

## Descripción
Esta ruta nacional llega a Golfito por lo que permite la entrada de turistas y clientes a esta ciudad del Pacífico Sur. Empieza en la Ruta 2 en Río Claro y llega hasta el Depósito Libre Comercial de Golfito.
En la provincia de Puntarenas, la ruta atraviesa el cantón de Golfito (los distritos de Golfito, Guaycará).